# Ernst Reijseger

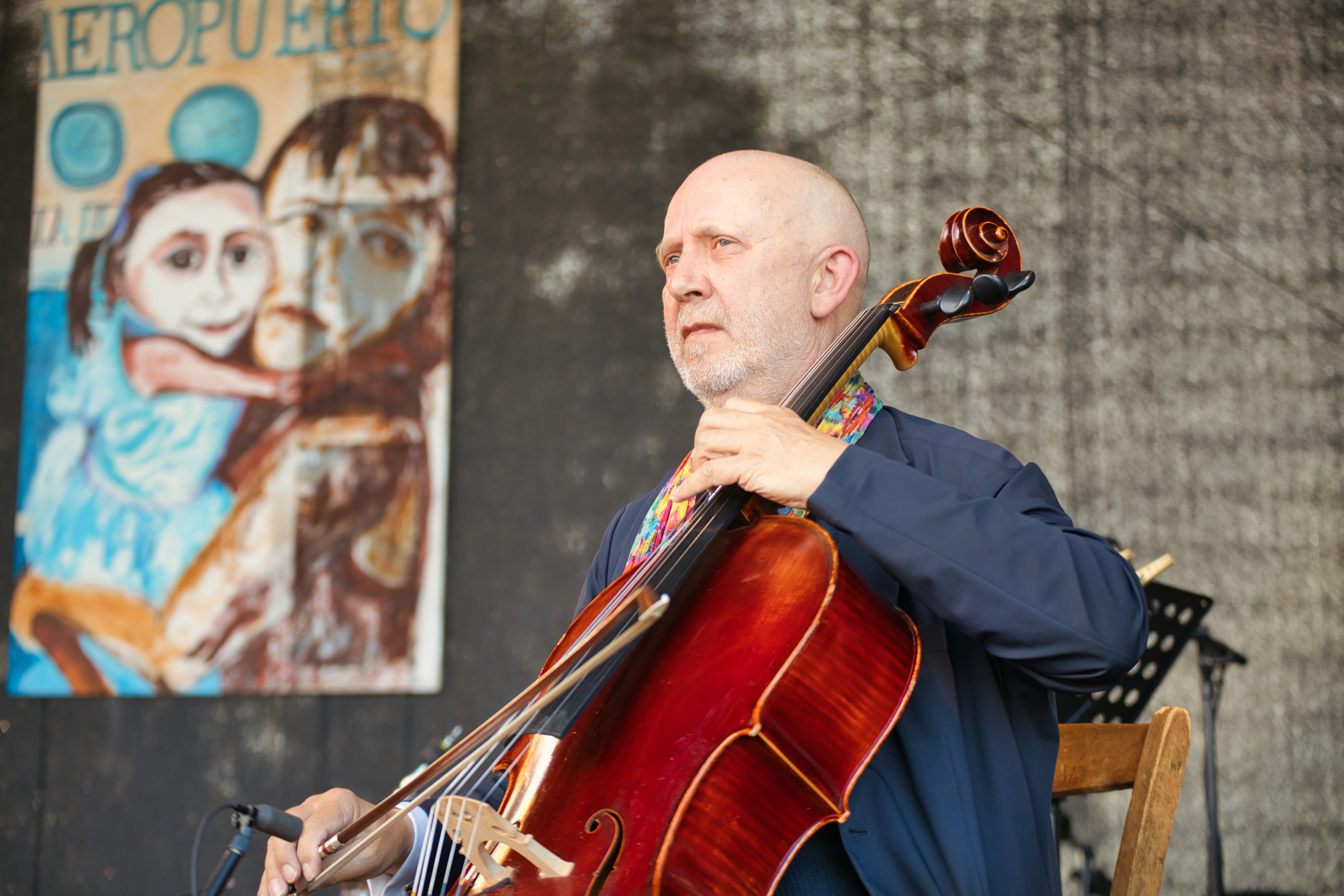
Ernst Reijseger auf dem INNtöne Jazzfestival 2025

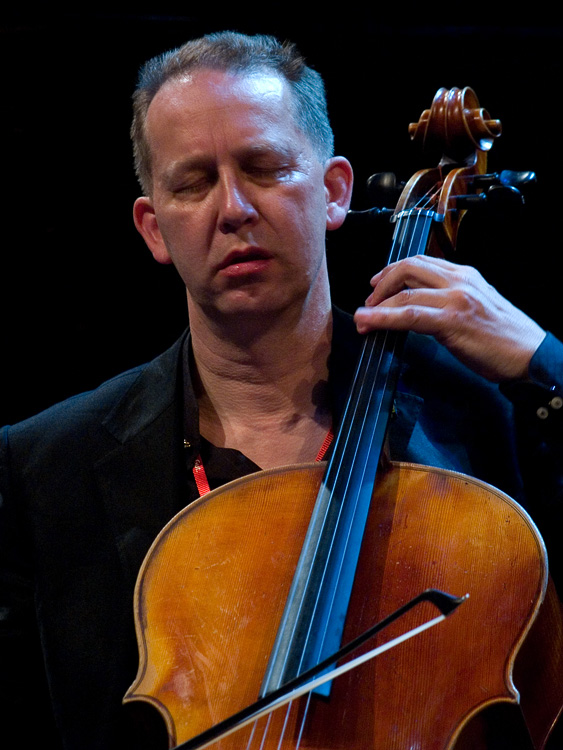
Ernst Reijseger, Moers Festival 2007

Ernst Reijseger (* 13. November 1954 in Bussum, Niederlande) ist ein niederländischer Cellist. Er spielt Avantgarde-Jazz, Neue Musik und improvisierte Musik.

## Leben und Wirken

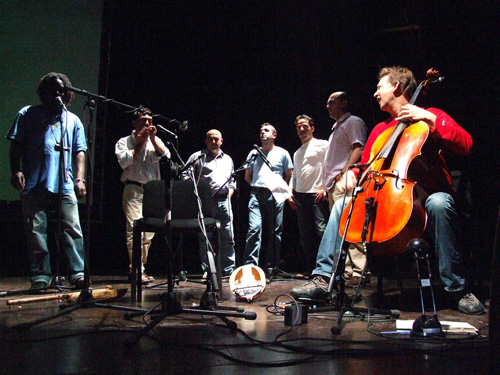
Mola Sylla, Concordu e Tenore de Orosei und Ernst Reijseger spielen Musik aus dem Film The Wild Blue Yonder von Werner Herzog. Milano, 22. Mai 2006

Reijseger begann mit acht Jahren, auf dem Cello zu spielen. Er wurde von Anner Bylsma unterrichtet. Seit den frühen 1970ern richtete sich sein Interesse auf die Improvisation. Dabei sammelte er unter anderem mit Derek Bailey, Martin van Duynhoven, Alan Purves und Gerry Hemingway (Demon Chaser 1993) einschlägige Erfahrungen. Mit Burton Greene, Sean Bergin und mit Tanz- und Theatergruppen trat er in Europa auf. Während der 1980er spielte er im Amsterdam String Trio, im Theo Loevendie Consort, im Septett von Guus Janssen, dem Arcado String Trio und im Orchester des Instant Composers Pool.
Ende der 1980er gründete Reijseger zusammen mit dem Saxophonisten Michael Moore und dem Schlagzeuger Han Bennink das Trio Clusone 3, mit dem er sechs CDs einspielte; daneben trat er auch mit Joëlle Léandre, Albert Mangelsdorff, Louis Sclavis, Georg Gräwe (The View from Points West 1991), Simon Nabatov, Ig Henneman, Boi Akih, Trilok Gurtu und Mola Sylla auf. Auch war er an verschiedenen Weltmusik-Projekten mit Musikern aus Sardinien, der Türkei, dem Iran, den Molukken oder aus Argentinien beteiligt.
Reijseger hat in den letzten Jahren auch Filmmusik geschrieben, insbesondere für Filme von Werner Herzog.

## Auszeichnungen
1985 wurde Reijseger mit dem Boy-Edgar-Preis ausgezeichnet. 1995 erhielt er auf dem North Sea Jazz Festival den Bird Award. 2019 wurde ihm von der Werner Herzog Stiftung der Werner-Herzog-Filmpreis verliehen.

## Filmmusiken (Auswahl)
- 2004: The White Diamond
- 2005: The Wild Blue Yonder (mit Mola Sylla)
- 2009: Ein fürsorglicher Sohn (My Son, My Son, What Have Ye Done)
- 2010: Die Höhle der vergessenen Träume (Cave of Forgotten Dreams)
- 2016: Salt and Fire
- 2017: Walking Out
- 2019: Family Romance, LLC
- 2020: Fireball: Visitors from Darker Worlds (Dokumentation)